# 烏格爾欽市鎮
43°6′N 24°25′E / 43.100°N 24.417°E

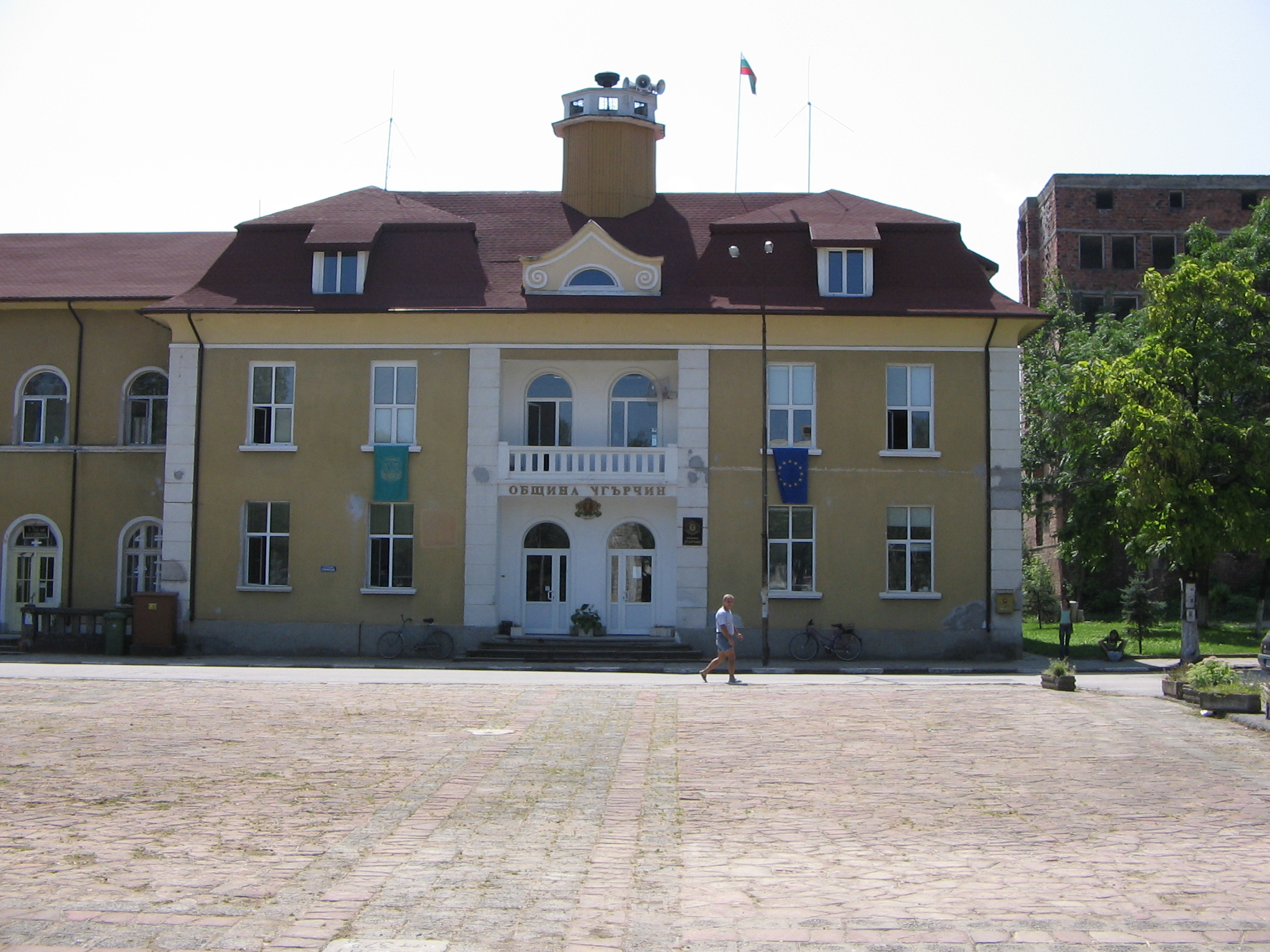

烏格爾欽市，是保加利亞的城鎮，位於該國中部，由洛維奇州負責管轄，首府設於烏格爾欽，面積523.1平方公里，2009年人口7,181，人口密度每平方公里13.7人。